# TSSK3
TSSK3 (англ. Testis specific serine kinase 3) – білок, який кодується однойменним геном, розташованим у людей на 1-й хромосомі. Довжина поліпептидного ланцюга білка становить 268 амінокислот, а молекулярна маса — 30 102.
| 10         |  | 20         |  | 30         |  | 40         |  | 50         |
| ---------- |  | ---------- |  | ---------- |  | ---------- |  | ---------- |
| MEDFLLSNGY |  | QLGKTIGEGT |  | YSKVKEAFSK |  | KHQRKVAIKV |  | IDKMGGPEEF |
| IQRFLPRELQ |  | IVRTLDHKNI |  | IQVYEMLESA |  | DGKICLVMEL |  | AEGGDVFDCV |
| LNGGPLPESR |  | AKALFRQMVE |  | AIRYCHGCGV |  | AHRDLKCENA |  | LLQGFNLKLT |
| DFGFAKVLPK |  | SHRELSQTFC |  | GSTAYAAPEV |  | LQGIPHDSKK |  | GDVWSMGVVL |
| YVMLCASLPF |  | DDTDIPKMLW |  | QQQKGVSFPT |  | HLSISADCQD |  | LLKRLLEPDM |
| ILRPSIEEVS |  | WHPWLAST   |  |            |  |            |  |            |

A: Аланін

C: Цистеїн

D: Аспарагінова кислота

E: Глутамінова кислота

F: Фенілаланін

G: Гліцин

H: Гістидин

I: Ізолейцин

K: Лізин

L: Лейцин

M: Метіонін

N: Аспарагін

P: Пролін

Q: Глутамін

R: Аргінін

S: Серин

T: Треонін

V: Валін

W: Триптофан

Кодований геном білок за функціями належить до трансфераз, кіназ, серин/треонінових протеїнкіназ, білків розвитку, фосфопротеїнів. 
Задіяний у таких біологічних процесах, як диференціація клітин, сперматогенез. 
Білок має сайт для зв'язування з АТФ, нуклеотидами, іонами металів, іоном магнію. 